# Perdedores Hermosos
Perdedores Hermosos es un conjunto de grabaciones hechas por Luca Prodan en su estadía en Córdoba entre  los años 1981 y 1983. En el disco hay versiones acústicas de canciones de grandes artistas como David Bowie y Lou Reed. 

## Lista de canciones
1. Perdedores hermosos
2. Red Lights
3. Every Day
4. Raining in London
5. Reggae Blues
6. Billy (Lou Reed)
7. Nick's Song
8. Soul love (David Bowie)
9. Running Away
10. Solid Air (John Martyn)

## Músicos
- Luca Prodan: voz principal y coros, guitarra acústica y melodica

- Germán Daffunchio: guitarra principal y coros
- Diego Arnedo: bajo
- Roberto Pettinato: saxofon

- Alejandro Sokol: bateria y coros

## Detalles de Grabación/Edición
Grabado en Traslasierra, Córdoba y Hurlingham entre 1981 y 1983
- Mezclado: estudio Los Angeles y Nono (Córdoba), por Felix Vals, Timmy McKern y German Daffunchio.
- Masterizado: Javier Cosentino.
- Diseño de tapa: Eduardo Fortunato
- Fotos: Timmy McKern